# 1990 au cinéma
| Années du cinéma : 1987 - 1988 - 1989 - 1990 - 1991 - 1992 - 1993    |
| Décennies du cinéma : 1960 - 1970 - 1980 - 1990 - 2000 - 2010 - 2020 |

Cet article présente les faits marquants de l'année 1990 au cinéma.

## Principaux films de l'année en France
- À la poursuite d'Octobre rouge
- Edward aux mains d'argent
- Cyrano de Bergerac
- Un flic à la maternelle
- Full Contact
- Havana
- Le Mari de la coiffeuse
- Le Mystère von Bülow
- Rocky 5
- Total Recall
- Les Affranchis
- 58 minutes pour vivre
- Maman, j'ai raté l'avion
- Nikita
- Retour vers le futur 3
- Tatie Danielle
- La Petite Sirène

## Festivals

### Cannes
- 10-21 mai : Sailor et Lula de David Lynch remporte la palme d'or, et Cyrano de Bergerac obtient deux prix, dont celui d'interprétation masculine pour Gérard Depardieu.

### Autres festivals
5e Festival international de films de Fribourg (FIFF)

## Récompenses

### Oscars
- Meilleur film : Danse avec les loups
- Meilleur acteur : Jeremy Irons, Le Mystère von Bülow
- Meilleure actrice : Kathy Bates, Misery
- Meilleur second rôle féminin : Whoopi Goldberg, Ghost
- Meilleur second rôle masculin : Joe Pesci, Les Affranchis (GoodFellas)
- Meilleur réalisateur : Kevin Costner, Danse avec les loups (Dances with Wolves)
- Meilleur film étranger : Voyage vers l'espoir (Suisse), Xavier Koller

### Césars
- Meilleur film : Trop belle pour toi de Bertrand Blier obtient 5 Césars avec Meilleur réalisateur, Meilleure actrice : Carole Bouquet, scénario et montage
- Meilleur acteur : Philippe Noiret dans La Vie et rien d'autre
- Meilleur second rôle masculin : Robert Hirsch dans Hiver 54, l'abbé Pierre
- Meilleur second rôle féminin : Suzanne Flon dans La Vouivre
- Meilleur film étranger : Les Liaisons dangereuses de Stephen Frears

### Autres récompenses
- Prix Louis-Delluc : Le Mari de la coiffeuse de Patrice Leconte et Le Petit Criminel de Jacques Doillon
- Prix Romy-Schneider : Vanessa Paradis
- Prix Jean-Vigo : Mona et moi, de Patrick Grandperret

## Box-Office

### France
| Class.                    | Titre                           | Pays                  | Réalisateur         | Box-Office France |
| ------------------------- | ------------------------------- | --------------------- | ------------------- | ----------------- |
| 1.                        | Le Cercle des poètes disparus   | États-Unis d'Amérique | Peter Weir          | 6 599 797 entrées |
| 2.                        | La Gloire de mon père           | France                | Yves Robert         | 6 290 625 entrées |
| 3.                        | Cyrano de Bergerac              | France                | Jean-Paul Rappeneau | 4 733 659 entrées |
| 4.                        | Le château de ma mère           | France                | Yves Robert         | 4 269 318 entrées |
| 5.                        | Chérie, j'ai rétréci les gosses | États-Unis d'Amérique | Joe Johnston        | 4 263 389 entrées |
| Source :cbo-boxoffice.com |                                 |                       |                     |                   |

### États-Unis
1. Maman, j'ai raté l'avion (Home Alone) : 285.761.243 $
2. Ghost : 217.631.306 $
3. Danse avec les loups (Dances With Wolves) : 184.208.848 $

## Naissances
- 13 janvier : Liam Hemsworth, acteur australien
- 10 mars : Ahmed Sylla, acteur et humoriste français
- 20 mars : Justin H. Min, acteur américain
- 24 mars : Keisha Castle-Hughes, actrice néo-zélandaise
- 9 avril : Kristen Stewart, actrice américaine
- 15 avril : Emma Watson, actrice britannique
- 16 avril : Jules Sitruk, acteur français
- 23 avril : Dev Patel, acteur britannique
- 27 avril : Lou de Laâge, actrice française
- 15 mai : Sophie Cookson, actrice anglaise
- 2 juin : Jack Lowden, acteur anglais
- 13 juin : Aaron Taylor-Johnson, acteur britannique
- 2 juillet : Margot Robbie, actrice australienne
- 1er août : Jack O'Connell, acteur anglais
- 15 août : Jennifer Lawrence, actrice américaine
- 24 août : Elizabeth Debicki, actrice australienne
- 22 décembre : Jean-Baptiste Maunier, acteur et chanteur français
- 27 décembre : Solène Hébert, actrice française

## Principaux décès

### Premier trimestre
- 11 janvier : Juliet Berto, metteur en scène de théâtre et réalisatrice de cinéma (° 1947)
- 20 janvier : Barbara Stanwyck, actrice américaine (°1907)
- 25 janvier : Ava Gardner, actrice américaine (°1922)
- 14 février : Michel Drach, réalisateur français (°1930)
- 19 février : Michael Powell, réalisateur et producteur britannique (né en 1905)
- 5 mars : Gary Merrill, acteur américain (°1915)
- 17 mars : Capucine, actrice française (° 1933)
- 20 mars : Maurice Cloche, réalisateur français (° 1907)
- 24 mars : Alice Sapritch, actrice française (° 1916)

### Deuxième trimestre
- 15 avril : Greta Garbo, actrice suédoise (° 1905)
- 18 avril : Frédéric Rossif, réalisateur français de films documentaires et animaliers (° 1922)
- 23 avril : Paulette Goddard, actrice américaine (° 1910)
- 6 mai : Charles Farrell, acteur et réalisateur américain (° 1900)
- 16 mai : Sammy Davis Jr., chanteur et acteur américain (° 1924)
- 18 mai : Jill Ireland, actrice britannique (° 1936).
- 2 juin : Rex Harrison, acteur britannique (°1908)

### Troisième trimestre
- 21 juillet: Sacha Pitoëff, acteur français (°1920)
- 4 septembre: Irene Dunne, actrice américaine (°1898)

### Quatrième trimestre
- 15 octobre : Delphine Seyrig, actrice et réalisatrice française (° 1932)
- 20 octobre : Joel McCrea, acteur américain (° 1905)
- 27 octobre :
  - Jacques Demy, réalisateur français (° 1931)
  - Ugo Tognazzi, acteur de cinéma et réalisateur italien (° 1922)
- 12 novembre : Eve Arden, actrice américaine (° 1912)
- 1er décembre : Pierre Dux, acteur français (° 1908)
- 2 décembre : Robert Cummings, acteur américain (° 1908)
- 7 décembre: Joan Bennett, actrice américaine (° 1910)
- 8 décembre : 
  - Martin Ritt, réalisateur américain (° 1914).
  - Tadeusz Kantor, metteur en scène et acteur polonais (° 1915)
  - Lana Marconi, actrice (° 1916)